# Lijst van Disney-attracties
Onvolledige lijst van attracties in de Disney-attractieparken: Walt Disney World Resort, Disneyland Resort, Disneyland Parijs, Tokyo Disney Resort en Hong Kong Disneyland Resort.

## A
- Adventure Isle
- Alice's Curious Labyrinth
- Autopia
- Avatar Flight of Passage

## B
- Big Thunder Mountain Railroad
- Body Wars
- Buzz Lightyear-attracties

## C
- Captain EO
- Cars Quatre Roues Rallye
- Casey Jr. Circus Train
- Country Bear Jamboree
- Cranium Command
- Crush's Coaster

## D
- Dinosaur
- Disneyland Railroad

## E
- Ellen's Energy Adventure
- Expedition Everest

## F
- Flik's Flyers
- Food Rocks

## H
- Haunted Mansion
- Heimlich's Chew Chew Train

## I
- Indiana Jones Adventure
- Indiana Jones™ et le Temple du Péril
- it's a small world

## J
- Jumpin' Jellyfish

## K
- Kali River Rapids
- Kitchen Kabaret

## L
- La Cabane des Robinson
- Le Passage Enchanté d'Aladdin

## M
- Mad Tea Party
- Maelstrom
- Matterhorn Bobsleds
- Mission: SPACE
- Mr. Toad's Wild Ride

## P
- Peter Pan's Flight
- Phantom Manor
- Pinocchio's Daring Journey
- Pirates of the Caribbean

## R
- RC Racer
- Reflections of China
- Rivers of America
- Rock 'n' Roller Coaster

## S
- Snow White's Scary Adventures
- Soarin' Over California
- Space Mountain
- Splash Mountain
- Star Tours
- Stitch Live!

## T
- The Hall of Presidents
- The Making of Me
- The Many Adventures of Winnie the Pooh
- The Twilight Zone Tower of Terror
- Toy Soldiers Parachute Drop